# Kung Fu Mama
Kung Fu Mama is een misdaadfilm uit Hongkong onder regie van Lung Chien. De film ging op 1972 in première. De titel in Chinese karakters: 山東老娘, uitspraak in Kantonees: Ying hung boon sik.
De film valt in het filmgenre heroic bloodshed (heldhaftig bloedvergieten).

## Plot
Een bejaarde moeder reist naar Shanghai om haar vermiste kinderen te zoeken. Om de kost te verdienen treedt ze op als straatartiest met haar kleinkinderen. Ze ontdekt dat Lin Hie, de baas van Shanghai French Concession, zijn zoon heeft vermoord en zijn dochter gevangen houdt. De bejaarde moeder zint op wraak.

## Rolverdeling
| Acteur         | Personage    |
| -------------- | ------------ |
| Hsien Chin-Chu | Kung Fu Mama |
| Zhang Qingqing | Ma Ai-Chen   |
| Jimmy Wang Yu  | Ma Yung-Chen |
| Kang Kai       |              |
| Tzu Lan        |              |
| Wong Fei-lung  | bendeleider  |
| Tang Chin      |              |
| Tian Ye        |              |
| Jin Dao        |              |
| Zhou Gui       |              |
| Huang Long     |              |

- Shan Mao